# Бахрейн на літніх Олімпійських іграх 2012
Бахрейн брав участь у літніх Олімпійських іграх 2012 у Лондоні, Велика Британія з 27 липня по 12 серпня 2012 року. Країну представляла команда з 12 спортсменів, серед них вісім жінок та 4 чоловіки. Наймолодший представник 16-річний плавець Халід Баба.

## Медалісти
| Медаль | Спортсмен     | Вид спорту     | Дисципліна | Дата |
| ------ | ------------- | -------------- | ---------- | ---- |
| Бронза | Мар'ям Джамал | Легка атлетика | 1500 м     |      |